# Myiarchus nuttingi
Myiarchus nuttingi là một loài chim trong họ Tyrannidae.